# Spyker C8

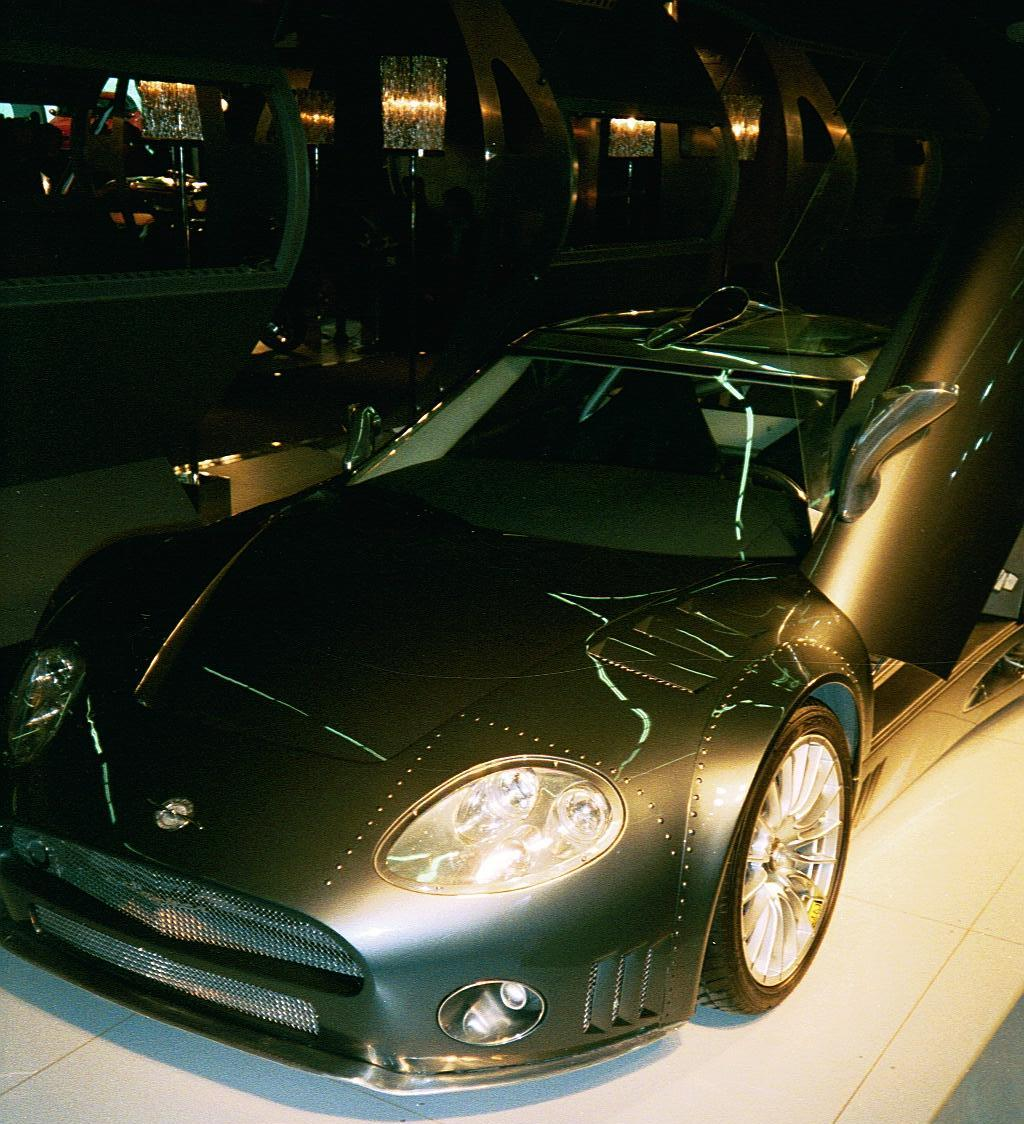
Een Spyker C8

De Spyker C8 is een model van het Nederlandse automerk Spyker. De Spyker C8 is in meerdere uitvoeringen verschenen, waaronder de C8 Laviolette, de C8 Spyder en de C8 Double 12. Deze drie varianten kwamen begin 2000 op de markt. Deze modellen hebben veel kenmerken uit de vliegtuigindustrie, en dan met name propeller-aangedreven vliegtuigen.
De topsnelheid van de C8 Spyder en de C8 Laviolette bedraagt 300 km/u. De C8 Double 12 S heeft de hoogste topsnelheid van het drietal, terwijl de acceleratie bij alle modellen van 0 naar 100 4,5 seconden is. Bij de C8 Spyder kan met open dak worden gereden terwijl dat bij de andere twee modellen niet het geval is. De prijzen varieerden van €234.000 tot €266.000.
Op de Autosalon van Genève werd in maart 2008 de "long wheel base" C8 gepresenteerd. De nieuwe uitvoering is de C8 Aileron. De C8 Aileron heeft qua vormgeving ook veel trekjes uit de vliegtuigindustrie. Nu zijn er veel details gebaseerd op de turbine. Dit is te zien aan de luchtinlaten aan de zij- en bovenkant van de auto. Maar ook in het ontwerp van de velgen zijn de schoepen van een turbinemotor te herkennen.
Huidige modellen:
C8 · C8 Aileron · C8 Laviolette · C8 Preliator · 
C12 ·
MF1 M16 ·
D8 Peking-To-Paris ·
D12 Peking-To-Paris ·
Spyker F8-VII
Toekomstige modellen:
E8 ·
E12